# Clinopodium caroli-henricanum
Clinopodium caroli-henricanum là một loài thực vật có hoa trong họ Hoa môi. Loài này được (Kit Tan & Sorger) Govaerts mô tả khoa học đầu tiên năm 1999.